# 攀枝花钒钛高新技术产业开发区
攀枝花钒钛高新技术产业开发区于2000年12月15日经由四川省省发改委批复予以成立，2001年3月4日正式成立，并开始开发建设。2014年4月，经四川省人民政府批准，更名为四川攀枝花钒钛高新技术产业园区。2015年9月，经国务院批准成为国家级高新技术产业开发区。其规划面积为3.16平方公里，实际管辖面积为78平方公里。